# When the Smoke Is Going Down
When the Smoke Is Going Down – ballada rockowa zespołu Scorpions, wydana w 1982 roku jako singel promujący album Blackout.

## Powstanie i treść
Utwór opowiada o koncertowaniu, a tytuł odnosi się do faktu, że gdy widownia opuści koncert, jego nastrój nadal jest odczuwalny. Po stworzeniu utworu przez Rudolfa Schenkera zespół nie był zadowolony z efektu, ale Klaus Meine postanowił wówczas napisać tekst o fanach.

## Wydanie
Utwór został wydany jako singel w 1982 roku na Filipinach nakładem wytwórni RCA Records. Stronę B stanowił utwór „Now!”. W 1985 roku w Brazylii Mercury Records wydał singel z „When the Smoke Is Going Down” jako stroną A i „Always Somewhere” jako stroną B.

## Odbiór
Piosenka zajęła pierwsze miejsce na liście przebojów Programu Trzeciego, utrzymując się na niej przez trzynaście tygodni.